# Lluerna rossa

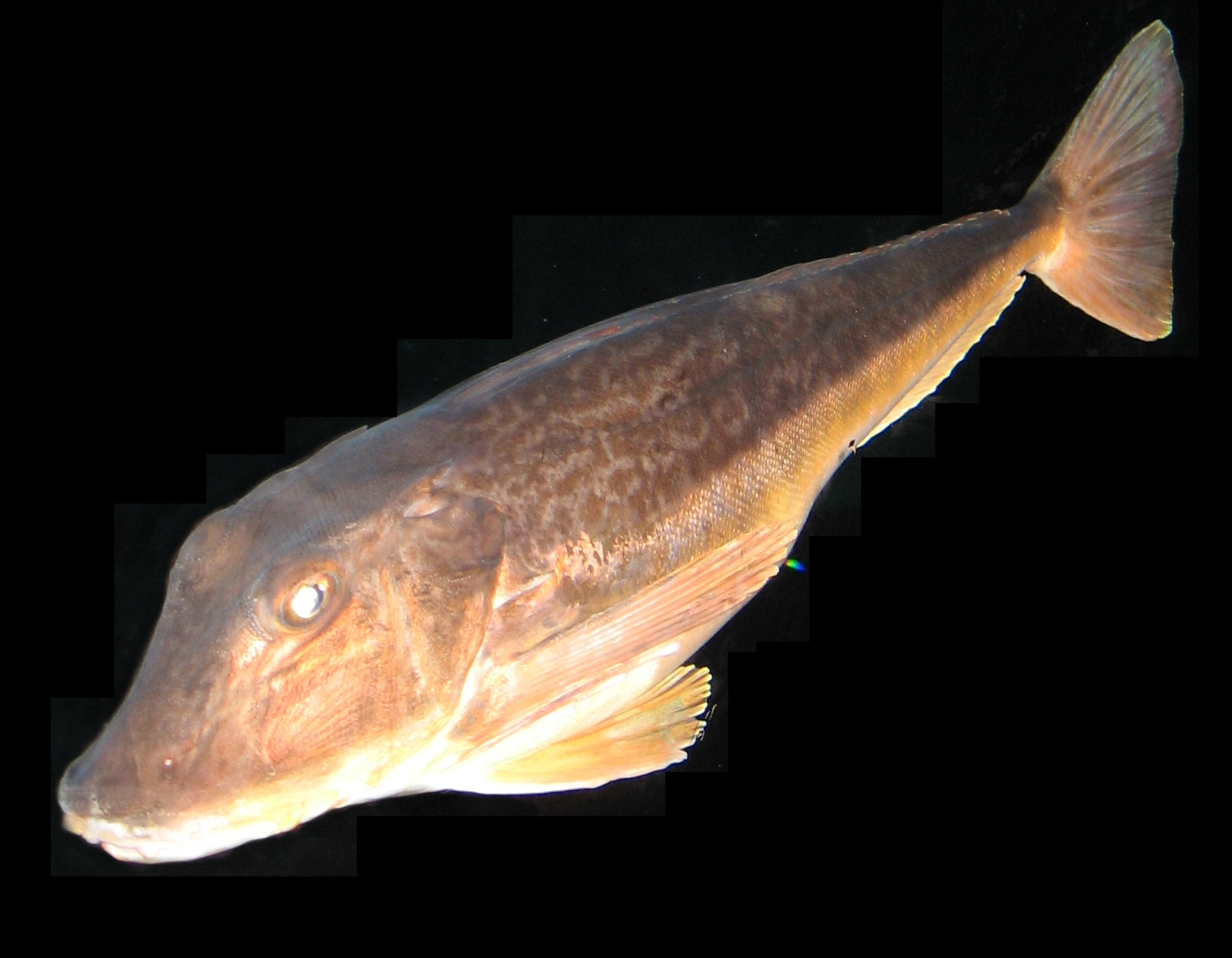
Lluerna rossa a l'Aquarium Cinéaqua

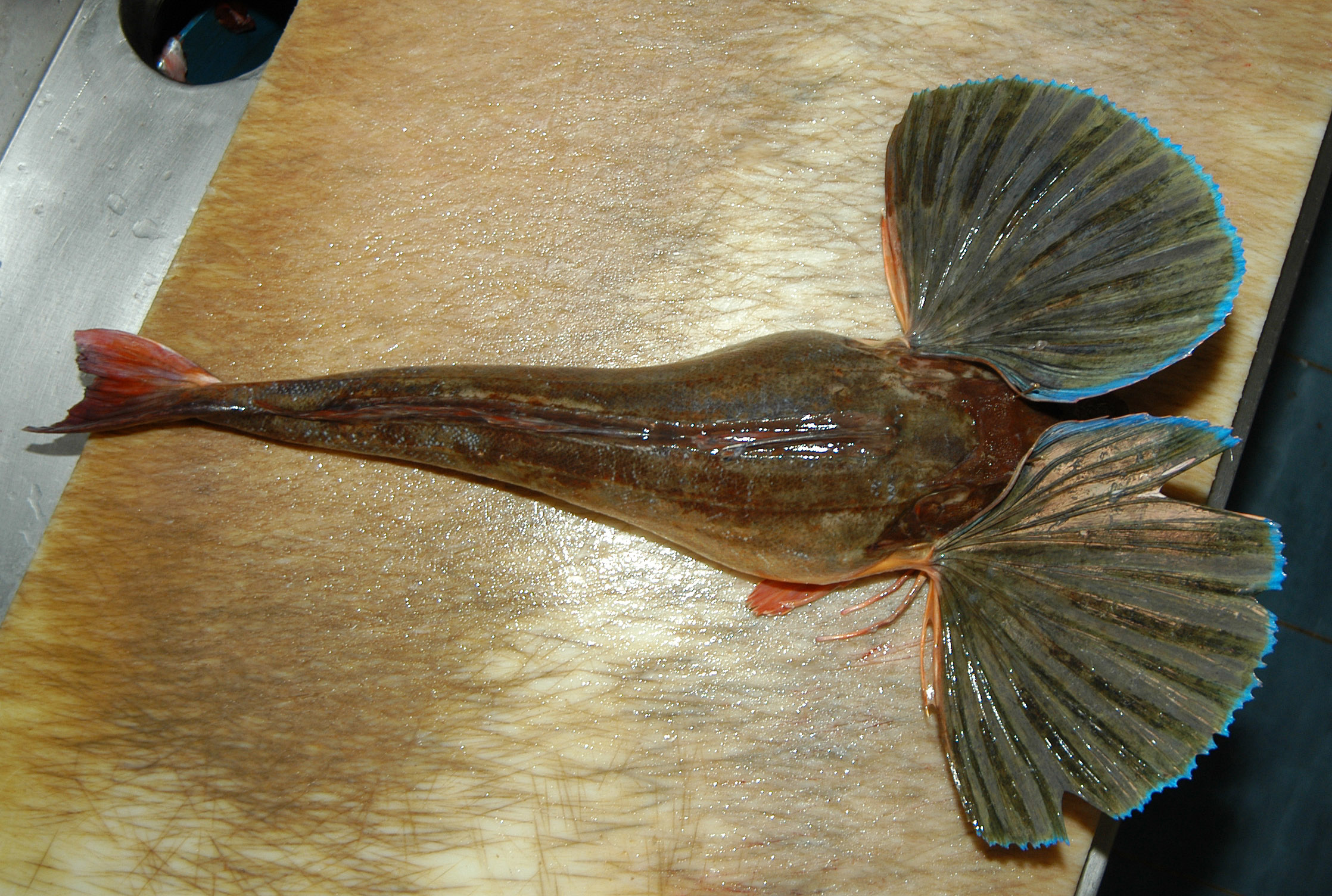
Exemplar capturat a Turquia.

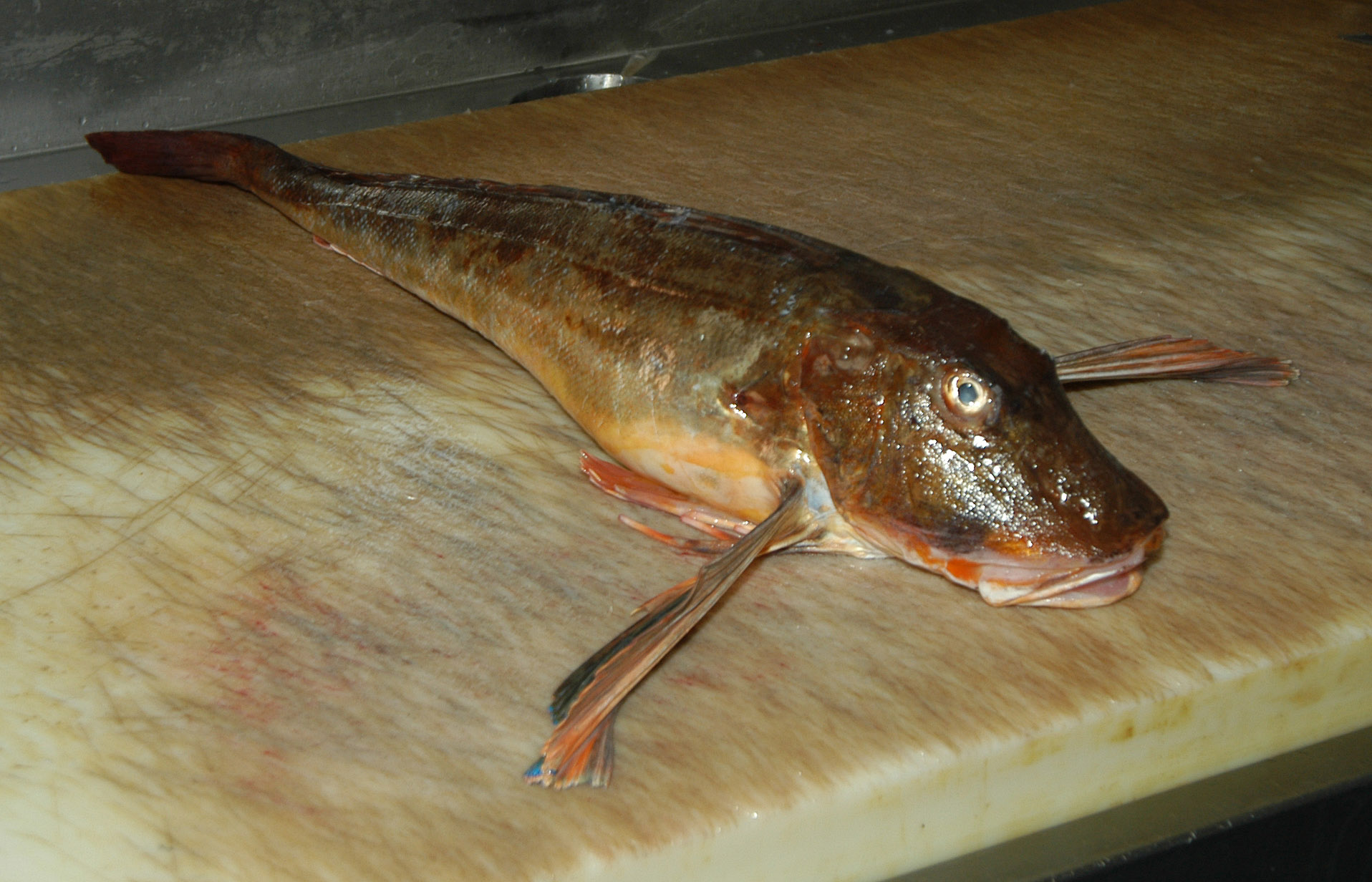
Vista lateral

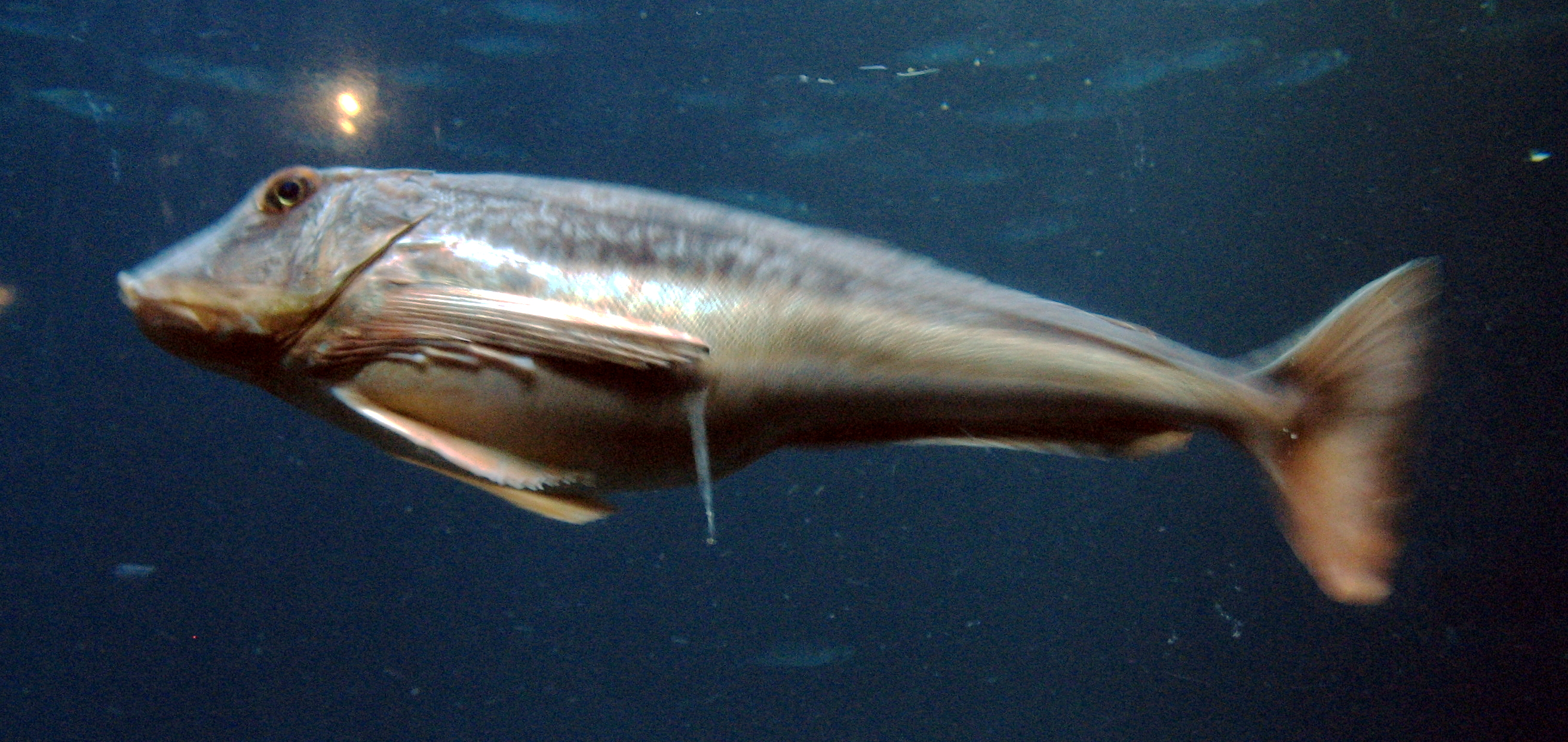
Lluerna rossa en un aquàrium

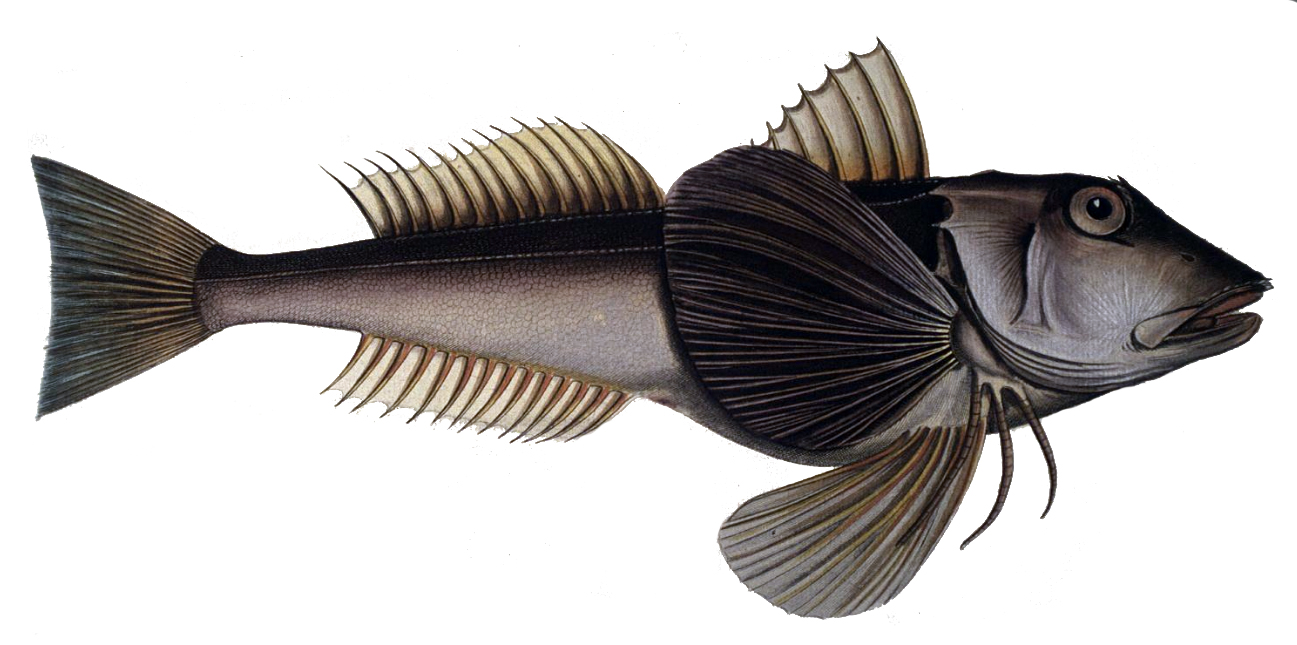
Dibuix de finals del, a Illustrations d'Ichtyologie ou histoire naturelle générale et particulière des Poissons

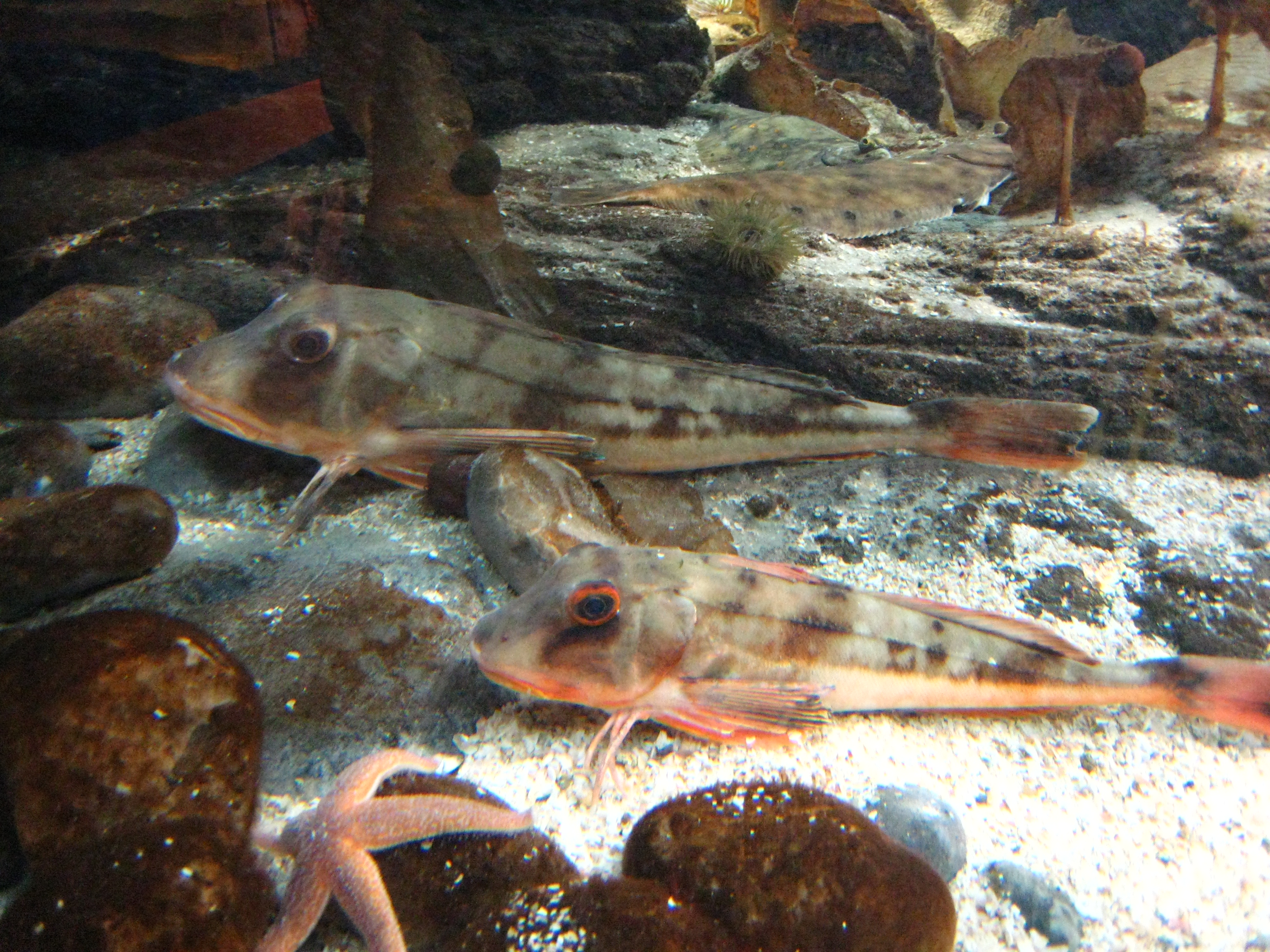
Parella de lluernes rosses a l'aquàrium Nausicaä

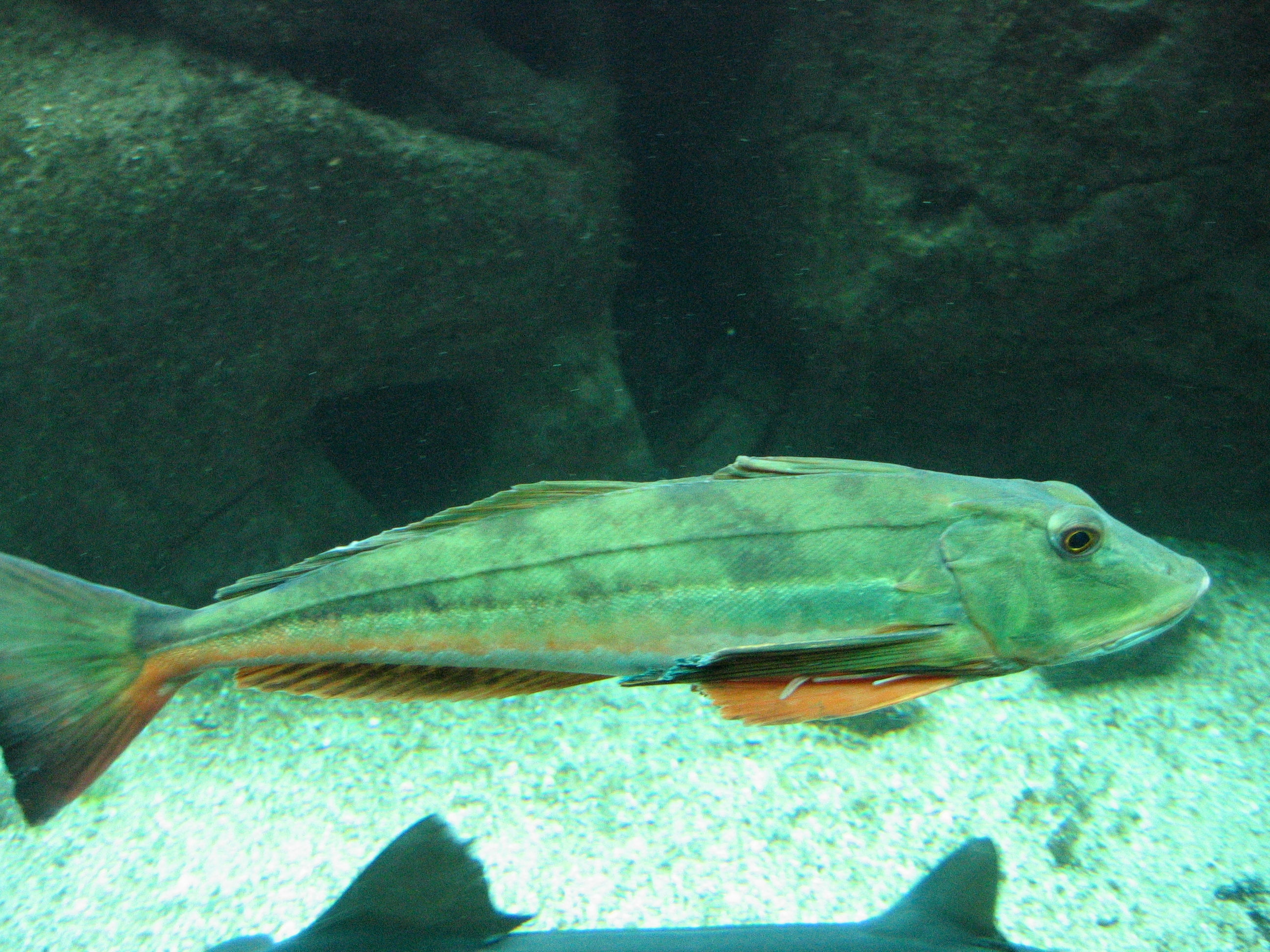
Lluerna rossa a Océanopolis, a Brest

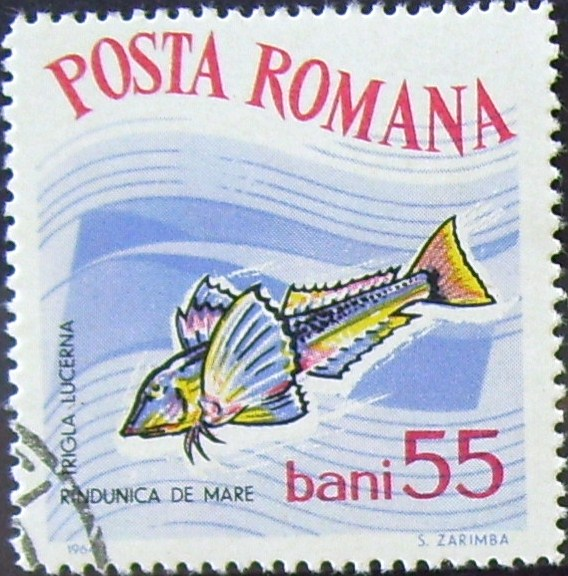
Segell mostrant una lluerna rossa.

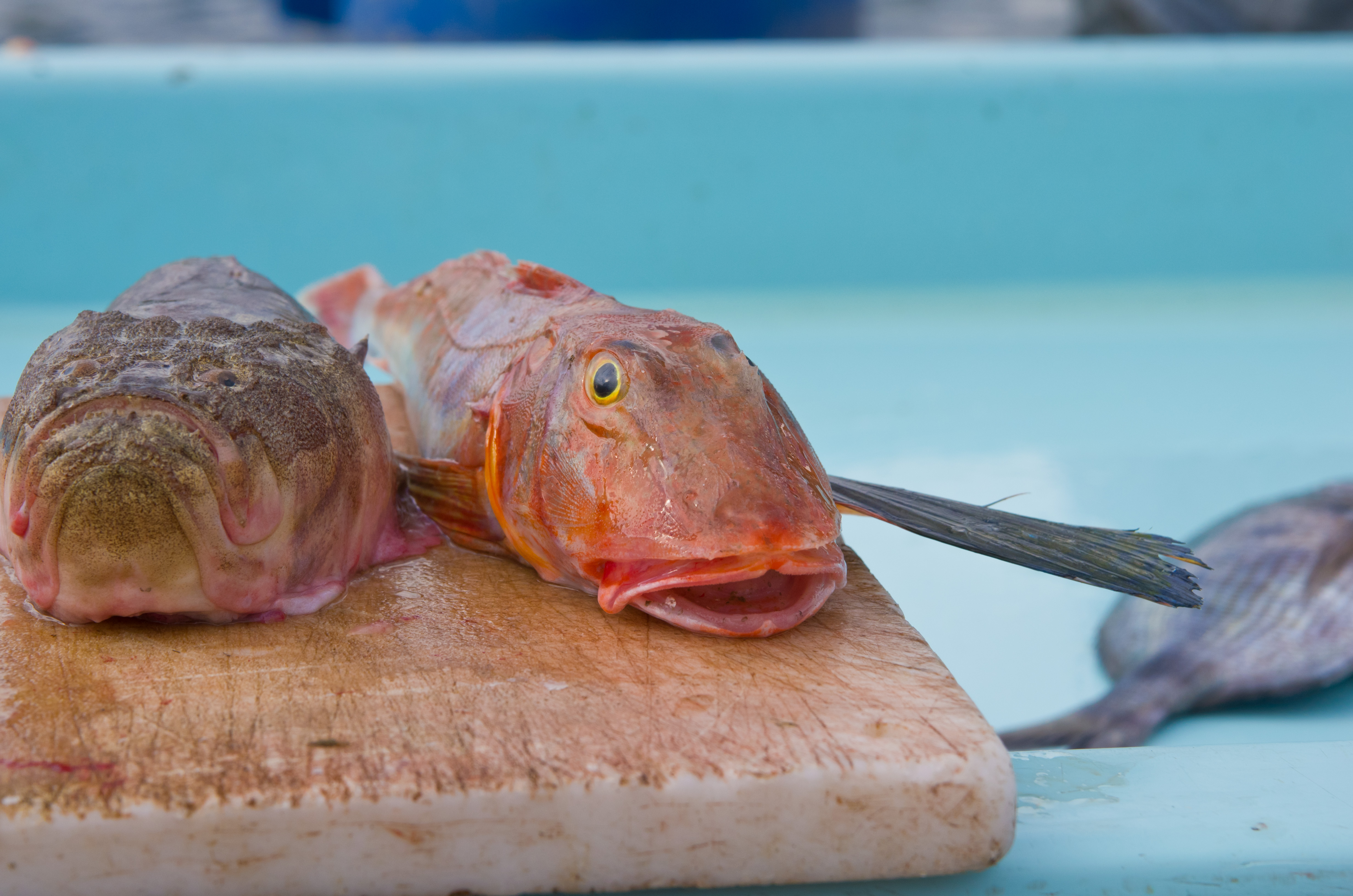
Exemplar capturat a Marsella.

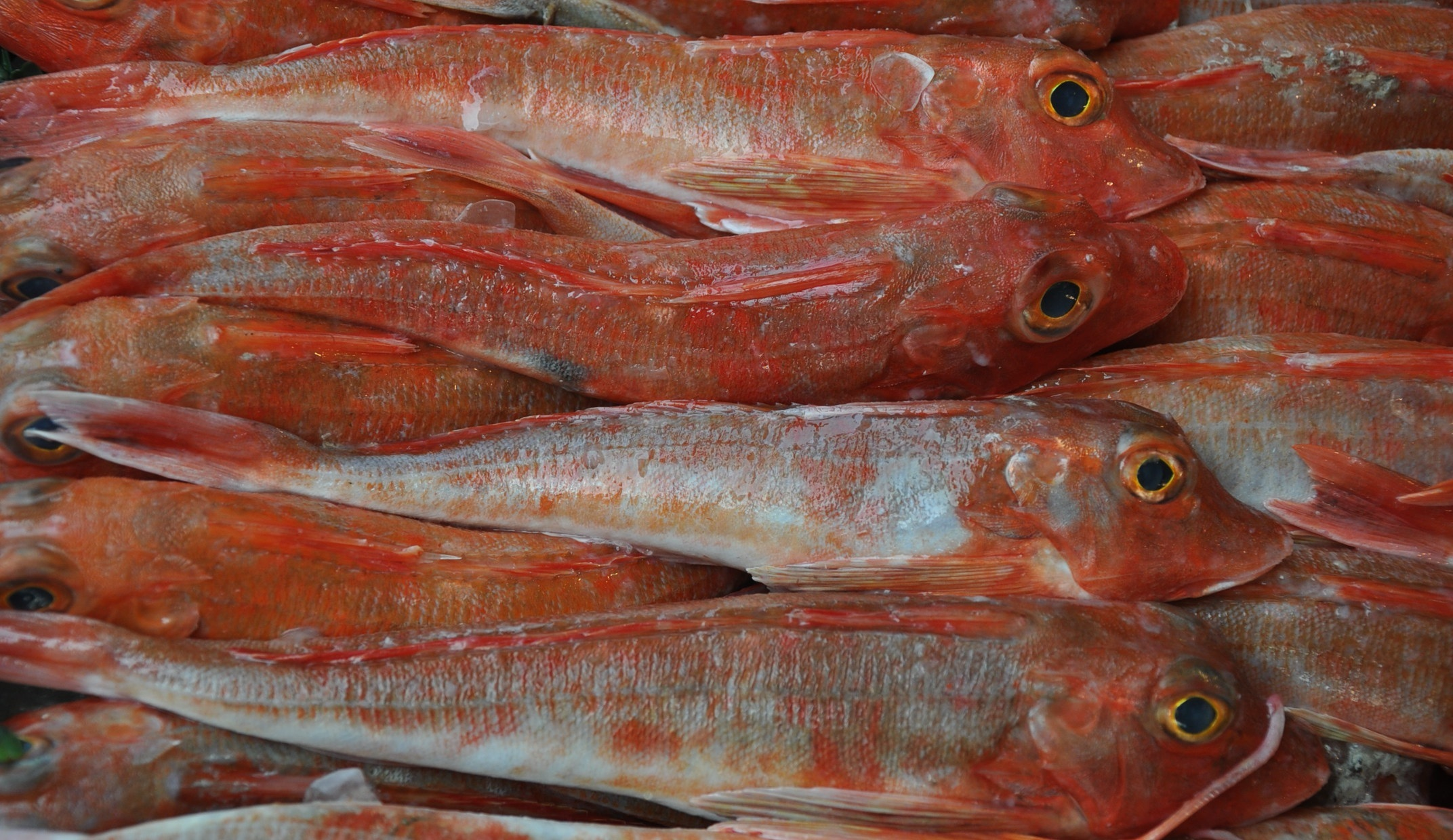
Lluernes rosses al mercat de la Haia

La lluerna rossa (Chelidonichthys lucerna) és una espècie de peix pertanyent a la família dels tríglids.

## Altres noms
També s'anomena, el biret, el garneu, el garranyeu, la juliola, la juliola de cria, la juriola, la juriola de cria, la lluerna, la lluerna rosa, la lluerna vera, l'oriol, l'oriola, el rafec, el rafet, el rafet de verga negra o el viret

## Descripció
- Pot arribar a assolir els 75 cm de llargària màxima (normalment, en fa 30) i els 6 kg de pes.
- Cap voluminós, triangular i cuirassat de plaques òssies (amb crestes i espines) i amb el perfil més agut que la lluerna garneua (Trigla lyra).
- Musell poc escotat, amb els dos lòbuls frontals menuts, poc marcats i finament dentats
- Ulls en posició elevada i més petits que la lluerna garneua.
- Extrem posterior del cos més prim.
- Primera aleta dorsal triangular, a la base de la qual hi ha 15 escudets punxents amb l'espina dirigida cap endarrere.
- Cap i meitat superior dels flancs de color vermell marronós. Dors de color rosat o vermellós amb taques grogues verdoses. Laterals més clars, ataronjats o blancs. La resta del cos, incloent-hi el ventre, és blanquinosa..
- Aletes pectorals llargues, amb els tres radis inferiors lliure i mòbils (els quals els serveixen per a desplaçar-se caminant pel fons) i amb la cara externa de color violaci, amb taques vermelloses i amb radis blancs. Cara interna de la pectoral blavosa, amb una taca negra o blava fosca i amb petites taques blanques. Les vores anterior i posterior d'aquesta aleta són vermelles, mentre que l'extrem és blau més clar.
- L'aleta caudal és vermella amb la posterior blanca.
- Escates petites.
- Nombre de vèrtebres: 33-34.[4][5][6][7][8][9][10]

## Reproducció
Té lloc del maig al juliol. Els joves troben refugi a les badies poc fondes, les desembocadures dels rius i, fins i tot, els estuaris a finals de l'estiu.

## Alimentació
Menja crustacis i mol·luscs, tot i que els individus més grans, que sempre es troben a més fondària, inclouen també petits peixos en llur dieta.

## Depredadors
És depredada per la círvia (Seriola dumerili).

## Hàbitat
És un peix marí, bentònic i de clima subtropical (8 °C-24 °C, 66°N-9°N, 18°W-42°E), el qual viu a fons sorrencs, de grapissar o fangosos a 20-318 m de fondària.

## Distribució geogràfica
Es troba a l'Atlàntic oriental (des de Noruega fins a Cap Blanc -Mauritània-, tot i que és absent de Madeira i de les illes Açores), la mar Mediterrània i la mar Negra.

## Longevitat
La seua esperança de vida és de 15 anys.

## Costums
Sovint se'l pot veure planar a prop del fons de les platges amb les grans aletes pectorals ben obertes, com si fossin ales.

## Pesca i ús comercial
És capturada amb tresmalls, palangres de fons i bous d'arrossegament. És molt comuna als mercats (fresca o congelada) car té una carn blanca que és molt apreciada per fregir-la, rostir-la o cuinar-la al forn o al microones.

## Observacions
És inofensiva per als humans.